# Stiefelgeiss

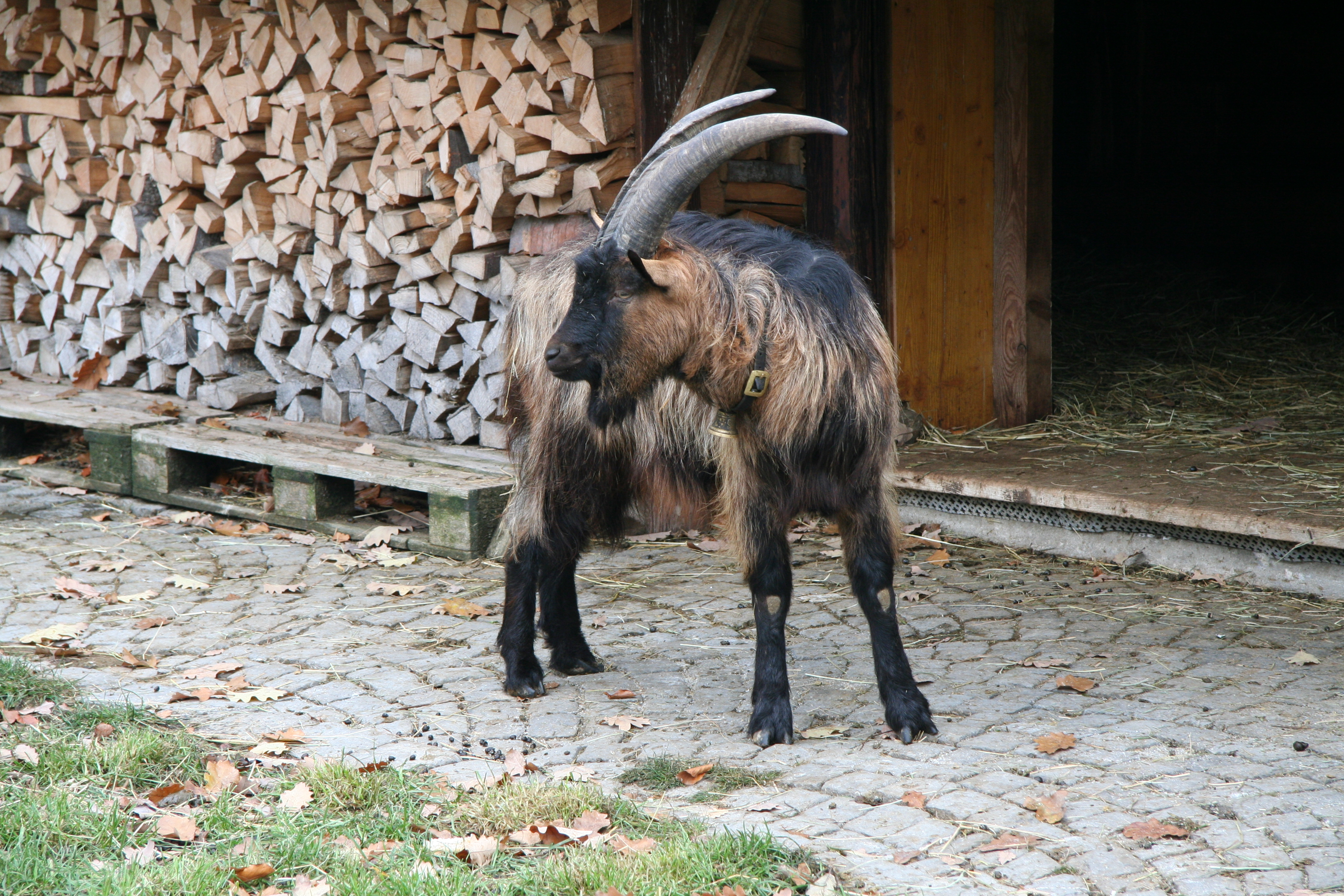
Stiefelgeiss

Die Stiefelgeiss ist eine Gebirgsziege, die auch als Hausziege gehalten wird. Sie stammt ursprünglich aus dem schweizerischen Sarganserland. Die Rasse ist sehr robust, die Milchleistung ist bescheiden. Eine erstmalige Nennung als Rasse erfolgte an der Landwirtschaftsausstellung 1909. Männliche und weibliche Ziegen haben Hörner, die der Böcke (so nennt man männliche Ziegen) sind jedoch dicker und länger.
Die Stiefelgeiss wird in der Alpwirtschaft als lebhafte, robuste, nicht auf Milch spezialisierte Gebirgsziege für eine extensive Haltung eingesetzt. Die Stiefelgeiss ist für steile, hoch gelegene Alpen geeignet. Wenn man sie auf einer flachen Weide hält, müssen deswegen ausreichend Klettermöglichkeiten vorhanden sein.

## Aussehen
Die Stiefelgeiss trägt ihren Namen nach der typischen Zeichnung ihrer Beine. Je nachdem ob die Beine schwarz oder braun sind, werden sie "Schwarzstiefel" oder "Braunstiefel" genannt. Ein Bart oder die Glöggli kommen bei manchen Tieren vor, sind aber nicht zwingend. Die Widerristhöhe bei den Geissen ist 67–77 cm und ihr Gewicht beträgt 35–50 kg. Die Böcke erreichen eine Risthöhe von 75–85 cm und wiegen 60–80 kg.
Die Rasse ist vom Aussterben bedroht.